# برج زوتو

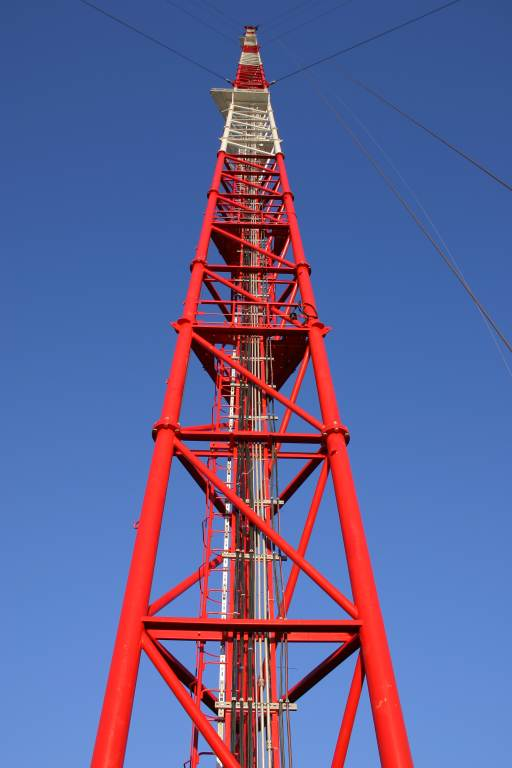
Zotino Tall Tower Observation Facility

برج زوتو أو مرصد البرج العالي زوتينو (Zotino Tall Tower Observation Facility (ZOTTO هو برج للقيسات العلمية للمناخ في منطقة التايجا في سيبيريا بالقرب من «زوتينو»، واختصاره برج زوتو.
قام بإنشاء البرج ويقوم بتحليل القياسات معهد ماكس بلانك الألماني بمشاركة معاهد روسية، وتمتد فترة القياسات إلى الثلاثين سنة قادمة. بني البرج بعيدا عن المناطق العمرانية بحيث لا لا تشوشر على قياساته، ويأمل العلماء الحصول على معلومات عن تغير تركيز غازات الانحباس الحراري وارتفاع درجة الحرارة في الجو ومدى تأثيرها على بعضها البعض.
يتكون برج القياس من برج من الفولاذ بارتفاع 304 متر، ونصبت عليه أجهزة حساسة لقياس تركيز ثاني أكسيد الكربون والميثان وغيرها من الغازات الدفيئة التي تساعد على تفاقم ظاهرة الانحباس الحراري. وتقوم بتحليل القياسات مجموعة علمية في محطة بحوث
تحت البرج مباشرة، وكذلك في معهد ماكس بلانك للكيمياء الحيوية في مدينة ينا بألمانيا.
تقوم محطة القياسات بعملها منذ سبتمبر 2006 كمشروع علمي يخلف المشروع السابق «نظام مراقبة الكربون الأرضي - سيبيريا» TCOS-Siberia ، والذي كان في إطار تعاون مشترك بين الاتحاد الأوروبي وروسيا. وقد توصل العلماء من معهد ماكس بلانك للكيمياء الحيوية في ينا مع زملائهم من 7 دول أوروبية وروسيا إلى أن «غابات بوريال» في سيبيريا تمثل منخفضا لتركيز ثاني أكسيد الكربون، الشيء الذي يقلل من المدى الذي كان متوقعا لتأثيرها.

## وصلات خارجية
- s0027776  على موقع ستركتر